# Alma Pollorena
Alma Patricia Pollorena (* 17. September 1998) ist eine mexikanische Leichtathletin, die sich auf den Diskuswurf spezialisiert hat und aktuell Inhaberin des Landesrekordes ist.

## Sportliche Laufbahn
Erste internationale Erfahrungen sammelte Alma Pollorena im Jahr 2014, als sie bei den Zentralamerika- und Karibikjuniorenmeisterschaften in Morelia mit einer Weite von 45,50 m den vierten Platz im Diskuswurf belegte. Im Jahr darauf gelangte sie bei den Jugendweltmeisterschaften in Cali mit 49,25 m auf den vierten Platz und 2017 gewann sie bei den U20-Panamerikameisterschaften in Trujillo mit 53,68 m die Silbermedaille. Im Jahr darauf belegte sie bei den Zentralamerika- und Karibikspielen in Barranquilla mit 54,22 m den vierten Platz und 2019 wurde sie bei den U23-NACAC-Meisterschaften in Santiago de Querétaro mit 50,42 m Sechste. Zudem stellte sie im selben Jahr in Tucson mit 56,03 m einen neuen Landesrekord auf. 2023 gewann sie bei den CAC-Spielen in San Salvador mit 55,58 m die Silbermedaille hinter der Kubanerin Silinda Oneisi Morales, ehe sie bei den Panamerikanischen Spielen in Santiago de Chile mit 50,09 m auf den zehnten Platz gelangte.
In den Jahren von 2016 bis 2019 sowie 2021 und 2022 wurde Pollorena mexikanische Meisterin im Diskuswurf.